# Ferran Martorell Oliveras de la Riva
Ferran Martorell Oliveras de la Riva (Barcelona, 10 de desembre de 1941) és un publicista i dirigent esportiu català. Vinculat al RCD Espanyol, del que n'ha estat vicepresident i president interí (1989), el 1990 va crear la Fundació Ferran Martorell per a promoure el futbol base. És acadèmic d'honor de l'Acadèmia de la Publicitat, i va impular la creació del Col·legi de Publicitaris i Relacions Públiques de Catalunya, del que en va ser el primer degà.
Després d'estudiar Ciències Polítiques i Econòmiques i Publicitat, va fundar la seva empresa Slogan el 1968. Aquesta agència de publicitat fou molt activa els anys 80 i 90, aconseguint diversos reconeixements entre els quals guardons al Festival de Sant Sebastià o el Festival de Canes.
Com a dirigent esportiu, el 1982 fou nomenat vicepresident del RCD Espanyol en la junta d'Antoni Baró. Quan Baró va dimitir el juliol de 1989, Martorell es convertí en president interí del club i va convocar les primeres eleccions de la història de club. Des de 1990 impulsà junt amb Agustín Mellado la Fundació Ferran Martorell, per a promoure el futbol base, que es mantingué activa fins a l'any 2008, tot i que des del 2005 s'havia integrat al futbol base de la Unió Esportiva Sant Andreu. En aquell període, Martorell entrà com a vicepresident a la directiva del club andreuenc.
L'any 2012 va participar en la llista electoral de Ciutadans a les Eleccions al Parlament de Catalunya.